# かとうれいこ
かとう れいこ（1969年2月19日 - ）は、日本のタレント・女優・歌手・元グラビアアイドル。埼玉県越谷市出身。江戸川女子短期大学（当時）卒業。出生名は加藤 房江（かとう ふさえ）、現在の本名は横尾 房江（よこお ふさえ）。所属事務所はThanks。

## 来歴

### 芸能界入り前
1969年
2月19日、埼玉県越谷市に生まれる。三人兄妹の末っ子で、二人の兄がいた。
1984年
3月、越谷市立北中学校を卒業。中学ではバスケットボール部に所属していた。
4月、春日部共栄高等学校に進学。高校時代に崎谷健次郎のファンになった（1992年の項目を参照）。
1987年
3月、春日部共栄高等学校を卒業。
4月、江戸川女子短期大学に進学。学業の傍ら、ドライブ、カラオケ、テニスなどを楽しんでいた。

### 星野裕子・星野麗子 時代
1988年～1989年夏まで
短大2年の頃、東宝芸能から星野 裕子（ほしの ゆうこ）の芸名でグラビアでデビューした。同じ事務所の羽田美智子と共に白夜書房の『写真時代ジュニア』のグラビアに掲載された会田我路撮影の写真が芸能プロダクション・イエローキャブの社長であった野田義治の目にとまり、羽田と共に移籍した（羽田はその半年後に他の事務所に移籍した）。9月13日に先輩のタレント・女優・歌手としてイエローキャブを支えてきた堀江しのぶが23歳の若さで病死し、憔悴する野田を自分が支えようと思ったという。その後イメージビデオにも出演し、ほどなく星野 麗子（ほしの れいこ）に改名。この時は野田義治が大原麗子に因んで命名した。1989年3月に江戸川女子短期大学を卒業。星野裕子時代のサイズは非公表と見られるが、星野麗子時代の公表サイズは複数存在し、2本のイメージビデオのうち1本では身長160cm、B97・W62・H90、他の1本では身長161cm、B88・W58・H84。

### かとうれいこ 時代
1989年秋～1990年
1989年9月6日、4820人の応募者の中から（第16代）'90クラリオンガールに選出されたと発表された際、かとう れいこに再び改名した。クラリオンでは、かとうの人気を見込み、ポスターを通常の5倍の5万枚作成した。1993年頃まで数多くの写真集・イメージビデオが発売され、日本を代表するグラビアアイドルとなった。同時期に活躍した細川ふみえらと共にイエローキャブの出世頭として、写真集・ビデオ映画・テレビドラマ・CM・歌など多方面において活躍した。1990年には及川眠子が日本語詞をつけたストック・エイトキン・ウォーターマンの曲『LISTEN TO YOUR HEART』で歌手デビューし、初のアルバム『Virgin Heart』をリリースしたほか、ビデオ映画『女教師仕置人 復讐の女神』で女優デビューし、『女教師仕置人 地獄の女神』でも主演。クラリオンガール発表時公表の身長は161cm、体重は45.5kg、スリーサイズはB86・W58・H84、後に公表されたカップサイズはF。
1991年
アサヒビールイメージガールに選ばれ、歌手としても日本青年館大ホールで初のコンサートを行なった。南佳孝と郷ひろみのカバーシングル『モンロー・ウォーク』は惜しくもチャート入りを逃し、テイチクからパイオニアLDCへ移籍。続く両A面シングル『Moonlight Surfer / ステキなことだと思うから（作詞:戸沢暢美 作曲:清岡千穂）』は初のオリコンチャート入りを果たした（2週ランクインし最高71位、売上1万枚）。前者はパンタが石川セリに提供した名曲の中村哲編曲によるカバーであった。またビデオ映画 『大人になりたい-too many rules』『お熱いのがお好き』で主演。
1992年
フジテレビの深夜音楽番組『ROCK SHOW』で司会を務め、ゲスト出演者との逸話を数多く残している。森川美穂には、誤って「森川由加里さんで〜す」と紹介してしまい、森川本人に「おいおいおいおい」と突っ込まれている。それ以来、井上昌己や峠恵子と同様、大親友となった。また、崎谷健次郎には、高校時代以来のファンであることを明らかにし、崎谷からの楽曲提供を依頼した。これはアルバム『ケリード』（パイオニアLDC）で実現し、自ら作詞した崎谷との共作も収録した。両A面シングル『洗いたての時間（作詞:只野菜摘 作曲:羽場仁志）/ ハーフムーンは傷ついてる（作詞:戸沢暢美 作曲:杉山清貴）』はオリコンチャートに1週のみランクインし（85位）、3千枚の売上を記録した。後者は自ら主演したテレビ東京の連続ドラマ『幸せになりたい!平成嵐山一家』の主題歌であった。7月、写真週刊誌が「建設会社社長の息子で、歯科医の卵である男性」との熱愛を報じ、かとうの人気に一定のダメージを与えた。蔵間龍也と共にテレビ東京の視聴者参加番組『激突!アメリカン筋肉バトル』の司会も務めた。
1993年
この年にリリースされたシングル『この愛のすべて』（作詞:吉元由美 作曲:松本俊明）はオリコンチャートに4週ランクインして1万6千枚を売り上げ（最高69位）、かとうの最大のヒット曲となった。B面の『Make Me Smile』は自作詞で川上明彦の作曲であった。
1994年
レコード会社を崎谷健次郎と同じポニーキャニオンに移籍する。崎谷プロデュースによるシングル『Weekend Lovers』『月とラプソディー』（いずれも作詞:森雪之丞 作曲:崎谷健次郎）をリリースし、後者は関西テレビ『三枝の愛ラブ!爆笑クリニック』のエンディングテーマソングとなる。
1995年
音楽活動では崎谷から影響を受け、自ら作曲も行うようになり、アルバム『Reiko』では自作曲も収録した。山梨県北巨摩郡小淵沢町（現在の山梨県北杜市小淵沢町地区）で開催された崎谷のアコースティック・ライヴ（サポートミュージシャンには後に椎名林檎のバンド『東京事変』に参加する亀田誠治をはじめ、渡辺格、小林弌、金原千恵子が参加。）にゲスト出演した。この模様はNHK-BS2で『崎谷健次郎withかとうれいこ アコースティックライブin小淵沢』として翌年2月20日午後2時から3時15分まで放映された。以降はアーティストとして意欲的にメロウな音楽作品を発表した。同年のテレビの特別番組にて、かとうの大ファンだという岡村隆史と共演したが、岡村から執拗にセクハラギャグを受け、本気で岡村のことを嫌う。学生時代からかとうの大ファンだったという岡村は大層ショックを受け、のちにフジテレビ系「めちゃ×2モテたいッ!」内で本気の謝罪を行った。この年からNHK大河ドラマ『八代将軍吉宗』に「千草」役で出演するなど女優活動も盛んになった。またBayFMの『LOVE TALKIN'』で高橋克典と共に番組DJを務めた。
1996年
レコード会社をポニーキャニオンからトーラスに移籍。
1998年
男性ギタリスト・前田克樹との音楽ユニット『Baby it's You』を結成し、CDを発表する。またTBS花王愛の劇場『勇気をだして』で主演。

### 芸能界引退と復帰
2001年12月15日にプロゴルファー・横尾要と結婚を機に、本名は横尾姓となり、事実上芸能界引退となった。2002年（平成14年）11月9日、都内のホテルで結婚披露宴が行われた。2003年2月20日には長女・紗千（さち）を出産。その後は暫く主婦業に専念。
2012年6月27日、日本テレビ系「1番ソングSHOW」に出演し11年ぶりのメディア出演。また、イエローキャブを離れた野田義治が経営に携わるサンズエンタテインメントにも復帰した。なお、長女の横尾紗千もiDOL Streetに所属（2017年に卒業）するなど芸能活動を行っている。
2024年12月20日発売の『FRIDAY』2025年1月3・10・17日合併号（講談社）に、自身26年ぶりの撮り下ろしグラビアを披露。2025年10月には約27年ぶりに写真集『AROUND』を講談社から発売予定。

### エピソード
野田義治が自身の著書内で『ある有名人から「バストの大きさ・美しさで、日本人で初めてアメリカ女性に勝った存在」とかとうれいこを絶賛された』と記している。
一方でかとう自身は自分の豊かな胸にコンプレックスを抱いており、自身の最も重心を置きたい芸能活動が音楽だったのに対し、ファンの要望するものがグラビア活動であることのギャップに苦しんだ。かとうのグラビアや写真集が莫大な利益を生み出したのに対して、歌手としてリリースしたシングルとアルバムは、すべて赤字であった。
初めてテレビのバラエティ番組に出演した際、司会者から質問を受けて即答せずに考え込んでしまい、結局は答えずじまいでカメラが他の出演者に行ってしまった。収録後に野田が「質問された時、なんですぐに返さないんだ」と訊くと「バカだと思われるのが嫌なんです。真剣に考えて真剣に答えようと思ったら、もうカメラがいなかったんです」と答えた。野田は注意はしたが「れいこはバラエティ番組には向かないな」と思ったという。即興性の求められるバラエティ対応にかとうも努力し、1991年には『ドリフ大爆笑』でコントにも多数出演して志村けん・加藤茶からのアドリブ的ギャグにも応対できるようになった。
堀江しのぶはグラビア撮影時にどんなポーズの撮影でも嫌な顔を見せなかったが、かとうは仕事中もはっきりとイエス、ノーを言った。駆け出しの頃の細川ふみえはかとうと一緒に仕事をすることが多く、かとうが断った仕事はすべて細川に回り代わりに受けていた。野田は「れいこが長女で、ふみえは次女だ」と言い、堀江しのぶあってのかとうであり、細川の人気も堀江とかとうあってのものと考えていた。
野田は一度だけ、かとうに「お前はクビだ!」と怒鳴ったことがある。香港で写真集の撮影をしていた時で、野田は怒ってそのまま日本に帰ると言い現場を去ってしまった。カメラマンの山岸伸は泣きじゃくるかとうと立ち去る野田を見比べながら顔色を失ったが、野田は日本へ立つ空港から山岸に電話をかけて「山岸さん、あとを頼むね。れいこに飯を食わせてやってよ」と告げて機上の人となった。山岸は胸を撫で下ろしたが、「クビだと言った時の野田さんは、本気だったな」と思ったという。
野田が2004年11月26日にイエローキャブの社長を辞任したことがわかると、野田のもとに真っ先に電話をくれたのはかとうだった。野田は「まあ、大丈夫じゃないけど、大丈夫だよ」と答えながら、れいこはやっぱり、いいコだなと思った　と述べている。
結婚後の芸能活動を休止していた間にハンドケアセラピスト、ハーブティーソムリエの資格を取得している（外部リンクのサンズエンタテインメントのプロフィール参照）。

## 主な出演

### Vシネマ
- 女教師仕置人<復讐の女神>（1990年 日本ビデオ映画株式会社。2008年にイー・マーケティングによりDVD化）主演・スーパーレディ・れいこ（女子高の英語教師）
- 女教師仕置人<地獄の女神>（1990年 日本ビデオ映画株式会社）主演・スーパーレディ・れいこ
- 大人になりたい TOO MANY RULES （1991年 東北新社）主演・夏
- お熱いのがお好き（1991年）主演・探偵
- プロミスリング ～鹿島アントラーズ物語～（1993年12月16日 バンダイビジュアル）- 五島美雪（新聞記者）
- 強奪（2000年 東映）- 水木麗子（刑事）

### テレビドラマ
- もう誰も愛さない（1991年、フジテレビ）[1]
- ララバイ刑事（1991年、テレビ朝日、大映テレビ）
- あなただけ見えない（1992年、フジテレビ）- 中川姫子
- 幸せになりたい!平成嵐山一家（1992年、テレビ東京）
- いとこ同志（1992年、日本テレビ）
- セールスレディは何を見た（1993年、テレビ朝日）
- 禁断の果実（1994年、日本テレビ）
- 大河ドラマ「八代将軍吉宗」（1995年、NHK総合）[1]
- 湘南リバプール学院（1995年、フジテレビ）
- さんかくはぁと（1995年、テレビ朝日）
- 家なき子2（1995年、日本テレビ）
- 裸の大将 第79話「清が見た画家の秘密」（1996年、関西テレビ / 東阪企画） - 矢野祐子
- 花王 愛の劇場「勇気をだして」（1998年、TBS）
- あきまへんで!（1998年、TBS）
- あぶない放課後（1999年、テレビ朝日）
- 女性捜査官アイキャッチャー（1999年、NHK総合）
- 日曜劇場「ザ・ドクター」（1999年、TBS） - 清水礼子
- 土曜ワイド劇場「牟田刑事官事件ファイル28」（2000年、テレビ朝日）
- 金曜エンタテイメント「地獄の花嫁2」（2001年、フジテレビ） - 戸村えりか
- 悪いこと2「言いなさい」（2010年、BSフジ）
- 地域発ドラマ「越谷サイコー」（2018年、NHK BSプレミアム） - 佐藤ゆり

### 映画
- 「DAUGHTER」（2023年、菅野祐悟監督） - 南瑠衣 役[13]

### バラエティー・他
- さんま・一機のイッチョカミでやんす（1989年10月 - 1990年9月、日本テレビ）
- それいけ!!ココロジー（1991年4月 - 1992年3月、日本テレビ）
- ROCK SHOW（1991年 - 1992年、フジテレビ） - MC
- ドリフ大爆笑'91（1991年9月10日、フジテレビ）えちえちコント&「帰らざるビーチ」歌唱
- 激突!アメリカン筋肉バトル（1992年10月 - 1993年3月、テレビ東京）
- 所さんの家族まるだし（テレビ朝日）
- しまうまのおしり（毎日放送）
- CLUB DUO（1996年、テレビ大阪）
- イイものショッピングゥ〜！ (2023年）

### ラジオ
- 文化放送「みのもんたのウィークエンドをつかまえろ」
- TBSラジオ「かとうれいこの恋してア・ゲ・ル」
- ニッポン放送「B21スペシャルの活躍金曜日」
- BayFM「LOVE TALKIN'」
- TOKYO FM「Tokyo Fナイト」
- FM-Fuji「EBONY＆IVORY」
- FM大阪「れいこのユニーズ」
- Kiss-FM KOBE「after stage kobe〜R's selection」
- Kiss-FM KOBE 「ミッドナイトKiss Part.2」

### CM
- クラリオン クラリオンガール（1990年）
- アデランス ヘア・ライブ（1991年 - 1996年）
- 日産ディーゼル工業（現・UDトラックス） コンドル20・30（1991年）
- アサヒビール イメージガール（1991年度）
- キグナス石油（1991年度）
- コカ・コーラ アクエリアスNEO（1992年）
- 明星食品 一平ちゃん（1994年）※松村邦洋と共演
- 運輸省（現・国土交通省）「自賠責保険」ポスター（1994年）
- サッポロビール ショット・ハイ（1995年）
- 日産自動車 ニッサン・エアバッグキャンペーン（1995年）
- 武田薬品工業 ハイシーBメイト（1996年）
- ネスレ日本 ネスカフェ・サンタマルタ（1996年）
- JR東日本 JR ski ski（1998年）
- 清酒 大関（1999年）

### ミュージカル
- アニー（Annie）グレース（2000年）[14] - 大富豪ウォーバックス氏の秘書

## 作品

### イメージビデオ
- セクシーバイブレーション（1988年、パワースポーツ）※星野裕子名義。2010年に日本メディアサプライよりDVD化
- 渚のビーナス（1989年、パワースポーツ）※星野麗子名義。2008年にアストロシステムジャパンよりDVD化
- マリンブルーに揺れる夏（1989年、大陸書房）※星野麗子名義。翌年にかとうれいこ名義で再発売
- ハツラツ元気娘（1989年、JVD）
- れいこ IN SPAIN きらめく風・・・（1989年、クラリオンソフト）
- Listen to Your Heart（1990年、大陸書房） - （収録曲）Listen to Your Heart/LOVE MOTION/週末のアダム&イヴ/ALL THIS TIME
- 夏の香りゆらゆら（1990年、大陸書房）2009年に日本メディアサプライよりDVD化
- スーパーハイレグ'90 上下巻（パワースポーツ）
- 夢見ごこちでファンタスティック（1991年、パワースポーツ）2008年にアストロシステムジャパによりDVD化
- Virgin Heart（1991年、大陸書房） - （収録曲）Long Lonely Christmas/プールサイドのSniper
- SEXYボディくらべ かとうれいこ VS 600SEL（1991年、笠倉出版）
- かとうれいこ（1994年、スコラ）
- Passion Fruit（1996年、KKコスミック）過去作品『Virgin Heart』『夏の香りゆらゆら』を再編集したオムニバス作品
- アイドル黄金伝説 BodyFaith（2001年、ブロードウェイ）

### 写真集
- Summer Book（1989年6月16日 撮影時20歳）ISBN 978-4-80332-028-2 ※星野麗子名義
- 渚のビーナス（1989年10月10日 撮影時20歳）ISBN 978-4-89405-004-4[注釈 11]
- 胸いっぱい（1989年11月10日 撮影時20歳）ISBN 978-4-7648-1627-5
- かとうれいこ写真集（フレッシュスコラ) （1990年1月 撮影時20歳）ISBN 978-4-7962-8511-7
- 熱い旬感（1990年5月15日 撮影時21歳）ISBN 978-4-8470-2140-4
- 大人になりたい（1990年11月15日 撮影時21歳) ISBN 978-4-7648-1658-9
- Watch Me（1991年4月6日) ISBN 978-4-900343-18-4
- 愛してくださいますか。（1991年6月20日 撮影時22歳）ISBN 978-4-89405-080-8
- 私生活（1991年9月10日 撮影時22歳）ISBN 978-4-8470-2212-8
- 風のまにまに（1991年12月1日 撮影時22歳）ISBN 978-4-3911-1421-8
- この愛のすべて（1993年2月10日 撮影時23歳）ISBN 978-4-8470-2314-9
- Secret Love（1993年11月30日 撮影時24歳）ISBN 978-4-88618-094-0
- Watch Me（1994年7月20日 撮影時22歳当時の作品）ISBN 978-4-900343-66-5
- RK/LA（Song & Photobook)（1996年4月6日 撮影時27歳）ISBN 978-4-925030-01-4 (付属CD収録曲) Sweet Rain/Air Mail
- FRAGILE（1998年5月5日 ラスト写真集 撮影時29歳）ISBN 978-4-944174-01-0
- Watch Me（2000年9月7日 撮影時22歳、1994年に発行された作品）ISBN 978-4-872790-45-0

### 音楽
シングル
1. LISTEN TO YOUR HEART（1990.05.21） テイチク
※ソニア (イギリスの歌手)の1989年の楽曲を及川眠子の日本語詞でカバー。
（c/w） 週末のアダム&イヴ
2. モンロー・ウォーク（1991.04.21）[1] テイチク
※南佳孝の自作曲（1979年発表、作詞は来生えつこ）を1980年の郷ひろみに次いでカバー[注釈 12]。
（c/w） 100%～貴方を愛したい～
3. Moonlight Surfer / ステキなことだと思うから（1991.10.23）[1] パイオニアLDC - オリコンチャート最高71位[7]
※『Moonlight Surfer』はパンタが石川セリに提供した曲（1977年発表、1979年シングル）のカバーで[注釈 13]、アデランス「ライヴ・ニュー」CMソング。『ステキなことだと思うから』は日産ディーゼル工業「コンドル20」CMソング。
4. 洗いたての時間 / ハーフムーンは傷ついてる（1992.06.25） パイオニアLDC - オリコンチャート最高85位[7]
※『洗いたての時間』は日本コカ・コーラ「アクエリアス」CMソング。『ハーフムーンは傷ついてる』はテレビドラマ『幸せになりたい!平成嵐山一家』主題歌。
5. キスまでExpress（1992.11.25） パイオニアLDC
（c/w） やさしい偶然
6. この愛のすべて（1993.03.25） パイオニアLDC - オリコンチャート最高69位[7]
（c/w） Make Me Smile
7. La・Ya・La・Ya（1993.07.24） パイオニアLDC
（c/w） 話しかけたくて
8. ウイークエンド・ラヴァーズ（1994.05.20） ポニーキャニオン
（c/w） ビリーヴ
9. 月とラプソディー / TWINKLE WINTER（1994.11.18） ポニーキャニオン
※『月とラプソディー』は『三枝の愛ラブ!爆笑クリニック』（関西テレビ制作、フジテレビ系）エンディングテーマ。
10. Brand-new Days （1995.07.21） ポニーキャニオン
※L・リーグ プリマハムFCくノ一イメージソング。自らの作詞・作曲。
（c/w） 乙女の事情 Summer Holiday
11. 冬場のI LOVE YOU（1995.11.01） ポニーキャニオン
※「一平ちゃんとれいこちゃん」として松村邦洋とデュエット。明星食品CM曲。
（c/w） 無し
12. Sweet Rain（1996.03.21） ポニーキャニオン
（c/w） Air Mail
13. プリズムの気持ち（1996.10.25） トーラス
※テレビ朝日系『カイカン雛スポ』エンディングテーマ。
（c/w） La espalda
14. 風の草原（1997.04.25） トーラス
（c/w） Midnight Mermaid
15. FEEL ME（1997.07.25） トーラス
（c/w） Lefty
16. 風のうた（1998.05.21） バップ
（c/w） けっしてあなたを泣かせない
※前田克樹とのユニット「Baby it's You」として、坂井紀雄とKatsuki（前田克樹）の共同作品。

アルバム
- Virgin Heart（1990.11.21 テイチク）
  - Virgin Heart/Get My Love/プールサイドのSniper/シネマティック・ランデヴー/1000 Caratの瞳/Long Lonely Christmas
- お熱いのがお好き（1991.7.21 テイチク）[注釈 14]
  - オープニング～アイ・ワナ・ビー・ラヴド・バイ・ユー/ゲット・バック・ヘヴン/レッツ・メイク・ラヴ～恋をしましょう/渚のメリー・ボーイズ/帰らざるビーチ/J.F.ケネディのように/モンロー・ウォーク（リミックス）/お熱いのがお好き/ノックは無用～ドント・ディスターブ/したたかな女神/イヴの総て/エンディング～アイ・ワナ・ビー・ラヴド・バイ・ユー
- SPECIAL!（1991.11.21 テイチク）
  - モンロー・ウォーク/Virgin Heart/LOVE MOTION(How Deep Is Your Love)<Remix>/週末のアダム&イヴ/Get My Love<Remix>/ALL THIS TIME<New mix>/100%～貴方を愛したい～/ノックは無用～Don't disturb～/Listen to Your Heart<Remix>/Get Back HEAVEN/帰らざるビーチ/モンロー・ウォーク<Acoustic Version>
    - ※『ALL THIS TIME』はティファニー (アメリカの歌手)の1988年の楽曲を及川眠子の日本語詞でカバーした曲。
- Querido（ケリード）（1992.7.22 パイオニアLDC）
  - ハーフムーンは傷ついてる/ひき潮ホテル/洗いたての時間/沈黙のリフレイン/A Shooting Star/BLUE TABOO/PAR AVION/Favorite/AGAIN/なつかしいあなた
    - ※『A Shooting Star』『Again』はかとうれいこ作詞。作曲はそれぞれ崎谷健次郎、杉山清貴。
- 覚悟を決めた日（1993.7.24 パイオニアLDC）
  - 覚悟を決めた日/Give Me Your Loneliness/キレイになった友達は/もっと愛してしまおう/こんな夜だから/windy/この愛のすべて/横顔にI Love You/Forever/TODAY～大好きな君へ
    - ※『覚悟を決めた日』『こんな夜だから』『windy』『横顔にI Love You』『Forever』はかとうれいこ作詞。作曲は順に松本俊明（2曲）、いいむろひろし、佐藤健、杉山清貴。
- Reiko（1995.1.6 ポニーキャニオン）
  - イッツ・ア・ビューティフル・デイ/月とラプソディー/スパイ大作戦/見えない扉を開いて/トレジャー（私の宝物）/ロング・ヴァケーション/トゥインクル・ウィンター/ウィークエンド・ラヴァーズ/この街の中で/四月の雨
    - ※『スパイ大作戦』は1966年から1973年まで放送されたアメリカのテレビドラマ『Mission:Impossible』の邦題で、同時期に日本でも放送された。『トレジャー（私の宝物）』『トゥインクル・ウィンター』はReiko（かとうれいこ）作詞。作曲はそれぞれ崎谷健次郎、岡本朗。『四月の雨』はReiko作詞・作曲。
- itch（1995.11.17 ポニーキャニオン）
  - ウォーキン・ダウン・ザ・ラヴ/夜はやさし/ピンナップのため息/ブルー・アンド・ブルー/友達/少年の瞳/風の翼/親友の彼氏/ティアーズ・フォー・ヴォヤージ/ブランニュー・デイズ（シャーベット・トーン・ミックス）
    - ※『夜はやさし』は1934年に発表されたF・スコット・フィッツジェラルドの小説『Tender Is the Night』を1960年に翻訳した谷口陸男による日本語タイトルである。2008年の森慎一郎による新訳も同タイトルである。『ブルー・アンド・ブルー』『友達』『ブランニュー・デイズ』はReiko作詞・作曲。『ティアーズ・フォー・ヴォヤージ』はReiko作曲。作詞はサエキけんぞう。
- FILE（1996.11.7 ポニーキャニオン）
  - スウィート・レイン/乙女の事情～サマー・ホリデイ/ブルー・アンド・ブルー/トゥインクル・ウィンター/ウォーキン・ダウン・ザ・ラヴ/ビリーヴ/ブランニュー・デイズ/月とラプソディー/エア・メイル/イッツ・ア・ビューティフル・デイ/少年の瞳/ウィークエンド・ラヴァーズ/ジ・エンド・オブ・ザ・ワールド
    - ※『乙女の事情～サマー・ホリデイ』『ブルー・アンド・ブルー』『トゥインクル・ウィンター』はReiko作詞。作曲は順に小室和幸、鈴木智文、岡本朗。『ブランニュー・デイズ』『エア・メイル』はReiko作詞・作曲。
- 月の裏側（1996.12.21 トーラス）
  - ひとりの週末/Just a little wonder/Get Real/プリズムの気持ち/人生はクラムチャウダー/サインズ・オブ・ラヴ/Diva Diva/丘に上ろう/プレミア/月の裏側
    - ※Reiko・山田ひろし・井上ヨシマサの共同作品。『ひとりの週末』はReiko作詞・作曲。
- INGUZ（1997.6.11 トーラス）
  - イングス/風の草原/Lefty/MAPLE/青い鳥/マイ・スウィート・ペイン/ミッドナイト・マーメイド/ナミダ/ウィッシュ
    - ※全曲有賀啓雄作品。『ウィッシュ』のみReiko作詞。『ナミダ』はシングル『FEEL ME』と同じ曲。
- ゴールデン☆ベスト（2012.8.22 テイチク）
  - Listen to Your Heart/週末のアダム&イヴ/Virgin Heart/Get My Love/プールサイドのSniper/シネマティック・ランデヴー/1000Caratの瞳/Long Lonely Christmas/モンロー・ウォーク/100%～貴方を愛したい～/Get Back HEAVEN/Let's make love -恋をしましょう-/渚のMerry Boys/イヴの総て/ノックは無用～Don't Disturb～/したたかな女神/LOVE MOTION(How Deep Is Your Love)[Remix]/ALL THIS TIME(New Mix)

ビデオ
- 魅て！ライヴスペシャル（1991 テイチク）
  - オープニング～Get My Love/Listen to Your Heart/1000Caratの瞳/シネマティック・ランデヴー/(メドレー)/パープルタウン/埠頭を渡る風/週末のアダム&イヴ/LOVE MOTION/Virgin Heart
    - ※『パープルタウン』は八神純子（1980年）、『埠頭を渡る風』は松任谷由実（1978年）のカバー曲。
- 恋ばかりしてバッカみたい かとうれいこライヴツアー91（1991.12.16 パイオニアLDC）レーザーディスク
  - Let's make Love～恋をしましょう～/Virgin Heart/渚のMerry Boys/帰らざるビーチ/真夜中のドアー/異邦人/September/ノックは無用～Don't disturb～/ステキなことだと思うから/Moonlight Surfer/J.F.ケネディのように
    - ※『真夜中のドアー』は松原みき、『異邦人』は久保田早紀（久米小百合）、『September』は竹内まりやのカバー曲で、いずれも1979年の曲。

## 演じた女優
- 浜田翔子：映画『巨乳をビジネスにした男』（2007年、「若林恵子」（かとうれいこがモデル））